# First Base
First Base – niemiecka grupa tworząca muzykę eurodance. Zespół zdobył popularność singlami „Love is Paradise” oraz „Can You Keep a Secret” obydwa zajęły pierwsze miejsce w notowaniu Canadian Dance Chart. Projekt został zakończony w 1999 roku.

## Single
- 1995 „Love is Paradise”
- 1996 „Can You Keep a Secret”
- 1999 „Follow Me"